# الإسلام في الاتحاد السوفيتي

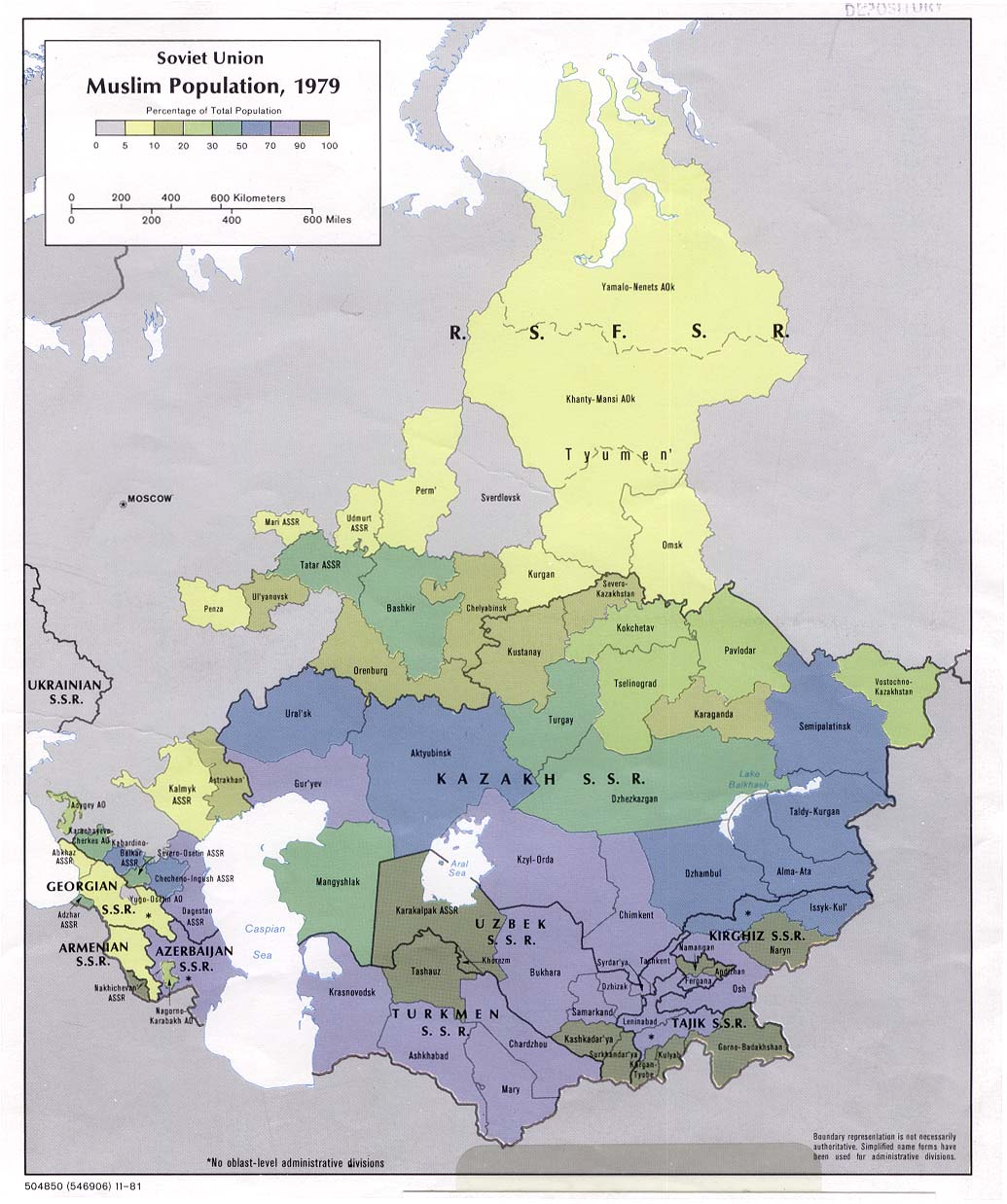
تُظهر هذه الخريطة التوزيع الديموغرافي لعام 1979 للمسلمين داخل الاتحاد السوفيتي كنسبة مئوية من السكان حسب التقسيم الإداري.

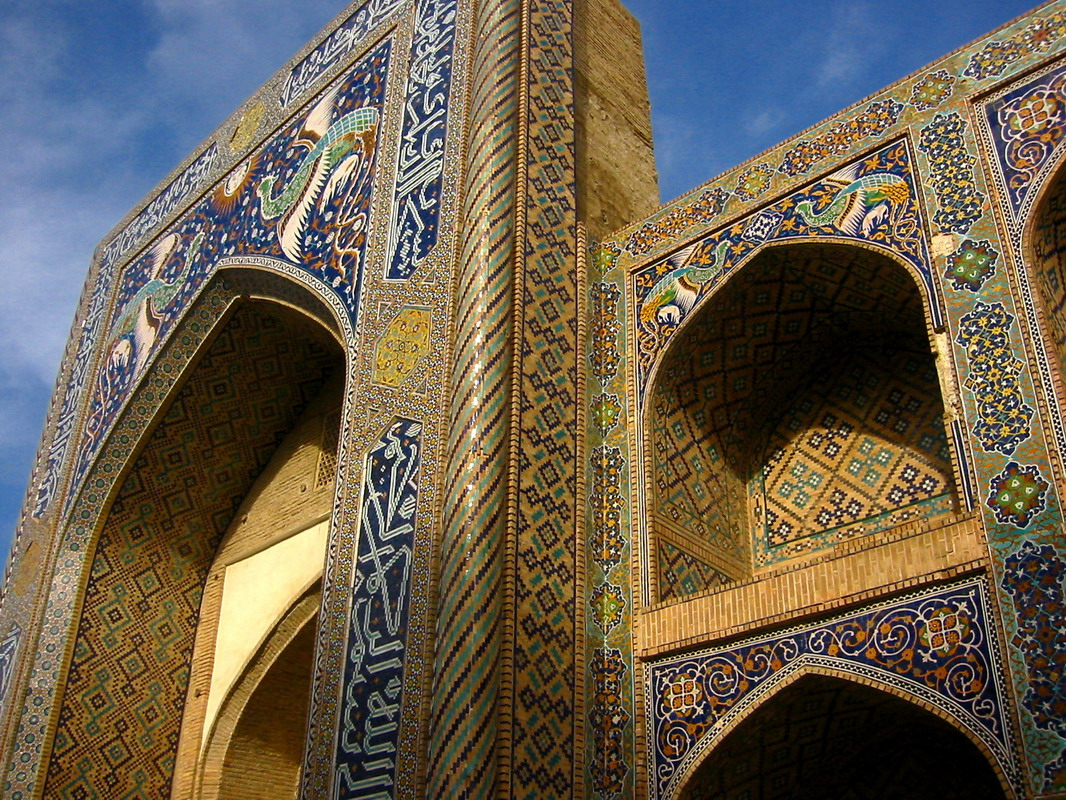
مسجد بخارى

ضم الاتحاد السوفيتي 15 جمهورية، من ضمنهن ست جمهوريات ذوات أغلبية مسلمة ، استولى السوڤيت على مساحة 4,538,600 كيلومتر من البلاد الإسلامية، والوحدات السياسية التي استولى عليها السوڤيت من الأراضي الإسلامية في قارة آسيا هي : أذربيجان - أوزبكستان - طاجيكستان - تركمانستان - كازاخستان - قيرغيزستان - جورجيا - أرمينيا - والست الأولى ذات أغلبية مسلمة، والأخيرتان كانتا تابعتين لحكم إسلامي خلال فترات مختلفة. وفي قارة أوروبا -داغستان - الشيشان - قبردينو - بلقاريا - القرم - ماري وأودمورتيا - تشوفاشيا - تتارية - أورنبرج- بشكيريا - واستينا الشمالية. وقد انخفض عدد المسلمين لعدة أسباب منها، كثرة عدد من أعدموا في الثورة الشيوعية، وطريقة الإحصاء التي أجراها الشيوعيون على أساس القوميات لا على أساس الدين، وتهجير المسلمين بصورة إجبارية مما أدى إلى انخفاض نسبة المسلمين خصوصًا في الجمهوريات الإسلامية بآسيا الوسطى.و قد مرت على المسلمين مراحل قاسية في الفترة المحصورة بين عام (1336 هـ - 1917 م) إلى عام (1350 هـ - 1931 م)، أثر في نمط المسلمين الديموغرافي، فقد قتل الروس مئات الآلاف من المسلمين الباشكير والقيرغيز على أثر ثورتهم بعد عام (1336 هـ - 1917 م) ومات ما يقدر بمليون من المسلمين الكزاخ والقيرغيز في مجاعات (1340 هـ - 1921 م)، واستشهد حوالي المليون من مسلمي كازاخستان عندما طبق الشيوعيون مبادئهم الاقتصادية على ثروات هذه الجماعات الرعوية، وجاء الروس بمهاجرين جدد إلى المناطق الإسلامية يقدر عددهم بحوالي 12,792,000 روسي بعد تهجير عدد كبير من المسلمين  بهدف تشويه التوزيع الديموغرافي للمنطقة،  لتسهيل استغلال ثروات المناطق الإسلامية بوسط آسيا وخفض نسبة المسلمين، حيث قُدِّرَ عدد المسلمين بحوالي 70 مليون نسمة.

## القوميات الإسلامية
ينتمي المسلمون إلى العديد من القوميات التركية وأبرز هذه الجماعات: الأوزبك - التتار - الكازاخ - التركمان - الباشكير - القيرغيز – الكراكلياك – الويغور – البلغار – ومن أبرز الجماعات التي تنتمي إلى القومية الإيرانية: الطاجيك – الأوسيت – الآكراد – الفرس – البلوخ – الطوط والأنغوش، ومن الجماعات القوقازية: التشيش – الشركس – الكبرديون – الأباظ – الأديجا – الشيشان والأبخاز، ويتحدث المسلمون في الاتحاد السوفياتي 13 لغة تركية و8 لغات إيرانية، و15 لغة قوقازية وصينية ومنغولية. ولقد اتبع الروس سياسة تطعيم هذه القوميات بمهاجرين جدد للحد من أغلبيتها الإسلامية، ونجحت في خفض النسبة عن ذي قبل مثلما حدث في جمهورية قزاخستان.

## سياسة الاستيلاء على الأراضي الإسلامية
بدأت محاولات روسيا في عهد بطرس الأول لضم الأراضي الإسلامية، بدأت كمرحلة أولى منذ (1188 هـ - 1714 م) حتى سنة (هـ - 1852 م)، ثم حركة الضم الثانية وكانت ضد الخانات وانتهت إمبراطورية بوغز في سنة (1315 هـ - 1897 م)، وفي أثناء هذه المراحل استولى الروس على القرم سنة (1189 هـ - 1783 م) واستولوا على قيرغيزيا في أواخر القرن الثامن عشر الميلادي وعلى جبال القوقاز في أوائل القرن التاسع عشر الميلادي وتم الاستيلاء على منطقة تركستان في أواخر سنة (1292هـ - 1881م)
واستولت روسيا القيصرية على المنطقة القوقازية سنة (1280 هـ - 1862 م) وقد أمضى الروس 182 سنة في إخضاع منطقة التركستان الإسلامية.

### في عهد الشيوعين
أخذ السوفيات في ابتلاع المناطق الإسلامية الواحدة تلو الأخرى، ففي سنة (1339 هـ - 1920 م) امتد نفوذهم إلى أذربيجان وأصبحت جمهورية اتحادية سنة (1355 هـ - 1936 م)، وتحولت أوزبكستان إلى جمهورية اتحادية قي سنة (1341 هـ - 1924 م) وأصبحت طاجيكستان جمهورية اتحادية في سنة (1348 هـ - 1929 م)، واتحدت تركمانستان في سنة (1343 هـ -1924 م)، واتحدت كازاخستان في سنة (1339 هـ- 1920 م)، واتحدت قيرغيزيا في سنة (1355 هـ - 1936 م)، واستولى السوفيات على بشكيريا وتتاريا في سنة (1339 هـ - 1920 م)، وألغوا جمهورية القرم بعد الحرب العالمية الثانية ونقلوا معظم سكانها إلى سيبيريا، وضموا داغستان في سنة (1340 هـ - 1921 م) تم ذلك في فترة تقدر بحوالي ستة عشرة سنة، بينما استغرق القياصرة 182 سنة ليبسطوا نفوذهم على المناطق الإسلامية بوسط آسيا، وقد ثار المسلمون ضد حكم القيصر، ولقد ضم السوفيات مساحة واسعة من الأراضي الإسلامية في وسط آسيا وفي شرقي أوروبا، وبلغت جملتها 4,684,980 كيلومتراً يضاف إلى هذه المساحة مثلها تقريباً في شرقي سيبريا.

### سياسة السوفيات في إدارة المناطق الإسلامية
اتبع السوفيات سياسة تجزئة وحدة المسلمين وتفتيتهم إلى قوميات، ودعموا قيام الشعوبية وقضوا على كتابة لغتهم بحروف عربية حتى تقضي على صلتهم بالتراث الإسلامي، ثم اتبعوا نظام التهجير من المناطق الإسلامية حتى يضعفوا من شأن الأغلبية المسلمة ويحولوهم إلى أقلية في عقر دارهم، ولقد شكلت من مناطق الأغلبية المسلمة ست جمهوريات ذات حكم فيدرالي، وفي المناطق الأخرى جمعت المناطق الإسلامية قي 11 جمهورية ذات حكم ذاتي 9 منها ملحقة لجمهورية روسيا، واثنتان مع جمهورية جورجيا (أبخازيا وأجاريا)، ثم أعطت للمناطق الأقل أهمية حكماً ذاتياً (أديجا والشركس) والحقتهما بجمهورية روسيا والأوسيت الجنوبية ألحقتها بجمهورية جورجيا، وكل القادة العسكرين، وروساء الشرطة والأمن، ومديروا السكك الحديد والبريد والبرقيات والهاتف ورؤساء المؤسسات الصناعية في آسيا الوسطى روس ولكل رئيس جمهورية ورئيس وزارة مساعدان من الروس.

## الإسلام علي طريقة السوفيات
لايؤمن الشيوعيون بدين، ومن أجل هذا يحاربون الأديان وفي سنة (1345 هـ - 1926 م) ألغيت المحاكم الشرعية في المناطق الإسلامية، وفي سنة 1946 منعت جميع الأنشطة الدينية وقبض على مليون ونصف عضو من الحركة الإسلامية، وفي سنة (1347هـ-1351هـ) وسنة (1928 م – 1932 م) بدأ الروس حملة إغلاق المساجد فأغلقوا وهدموا 10,000 مسجد، وأغلقوا 14,000 مدرسة ابتدائية إسلامية، وبدأت حركة مقاومة من سنة 1936 م إلى 1980 م وهدفها استعادة الهوية الإسلامية وخصوصاً القومية التركستانية.

## التعليم
رسم السوفيات سياسة تعليمية هدفها تثقيف جيل يدين بالولاء للنظام حتى تتحقق سيادة السوفيات على البلاد الإسلامية، كما يهدف التعليم إلى تبسيط الأيدويولوجية الماركسية حتي يفهمها جميع الناس، وكذلك نشر الثقافة السوفياتية، وكان في روسيا قبل استيلاء الشيوعيين على الحكم 24,321 مدرسة إسلامية ومنذ عام (1347هـ - 1928 م) استخدمت الحروف اللاتينية بدلاً من الحروف العربية في التعليم داخل المناطق الإسلامية، وبعد أن ساد استخدام الحروف اللاتينية استبدلت بالحروف الروسية منذ سنة (1359 هـ - 1938 م)وألغيت الكتب الإسلامية التي ترجمتها الشعوب إلى لغاتها وكتبتها بالحروف العربية، وفي سنة (1357) قررت القيادة السوفياتية جعل اللغة الروسية اللغة الرسمية لجميع الشعوب التي تخضع لحكمهم، وسعى السوفيات لتقويتها لتفتيت القومية الواحدة فأصبح بالاتحاد السوفياتي 70 لغة محلية، وأغلق الروس آلاف المدارس الابتدائية الإسلامية و500 مدرسة عالية، ولم يبقي إلا مدرسة مي عرب في بخارى ومدرسة مبارك خان في طشقند، وكان في الأراضي الإسلامية قبل سيطرة السوفيات جامعة إسلامية، ومطبعة إسلامية طبعت مليوني كتاب، ومكاتب إسلامية، 23 داراً للنشر والطباعة، و518 صحيفة إسلامية دورية، و196 مكتبة متخصصة في الإسلاميات، ولاتعترف السلطات السوفياتية بشهادات المعهديين الإسلاميين الموجدين الآن، هذا إلى تحريم تعليم الدين بالمدارس الحكومية واختفاء المدارس الدينية وأصبح المصدر الوحيد لتلقي قواعد الدين الإسلامي ينحصر بالوالدين.

### صحوة تعليمية إسلامية
نتيجة للتغير الذي حدث في الاتحاد السوفياتي أخيراً والتسامح مع الأديان تم فتح معهدان إسلاميان في كل من مدينتي ألوفا – في بشكيريا وفي باكو عاصمة أذربيجان، كذلك عقدت دورة لإعداد الأئمة في القوقاز سنة 1989 م، وظهرت الدعوة إلى إعادة الكتابة بالحروف العربية في المناطق الإسلامية، كما نشط المسلمون في بناء المدارس الإسلامية في الجمهوريات الإسلامية بوسط آسيا، وبدأت محاولات جلب مطابع بالحروف العربية.

## المساجد
كان عدد رجال الدين الإسلامي من أئمة ووعاظ ومقيمي الشعائر في روسيا قبل استيلاء السوفيات على السلطة في سنة (1336 هـ -1917 م) 45,339 وكان عدد المسلمين 17 مليوناً.وقد تم هدم وإغلاق آلاف من المساجد خلال حكم الإمبراطورية الروسية أولاً ثم خلال حكم الشيوعيين ثانياً.

## الإدارة الدينية
يعتبر تشكيل الإدارة الدينية الإسلامية بالاتحاد السوفياتي (سابقاً) تنظيماً حكومياً، وهذا التنظيم مرتبط بوزارة الأديان ومقرها موسكو، ويرأس إدارة شؤون المسلمين مفتي، ويمثل باقي المفتين مفوض من مجلس السوفيات في كل جمهورية وممثل عن وزارة الأديان، ويوجد ممثل مقيم في موسكو، ويوجد أربع إدارات للمسلمين بالاتحاد السوفياتي، إدارة مسلمي آسيا الوسطى وقازاخستان ومركزها في طشقند وتتبعها جمهوريات أوزبكستان، وطاجيكستان وقيرغيزيا وجمهورية التركمان، وجمهورية قازاخستان، ويتولى الشؤون الدينية في كل جمهورية من الجمهوريات السابقة قاض وهو مسؤول أمام المفتي، وذكر مفتي آسيا الوسطى أن المسلمين قد عادوا لتدوين لغتهم بالحروف العربية، والإدارة الدينية الإسلامية الثانية هي إدارة مسلمي شمال القوقاز ومركزها في داغستان وتشمل مناطق تشاشن وأوسيني الشمالية، والبلكار وداغستان ومناطق الأوديجا وكارتشاي والشركسى. والإدارة الدينية الثالثة هي إدارة مسلمي القسم الأوروبي وسيبريا ومركزها أوفا في بشكيريا، والإدارة الرابعة لمسلمي ما وراء القوقاز ومقرها باكو عاصمة أذربيجان، وبها الإدارة الخاصة بالمسلمين الشيعة.

## تأدية الشعائر الدينية
لقد تعامل السوفيات مع الإسلام في الجمهوريات الإسلامية السوفياتية بعنف منذ أن بسطوا نفوذهم على تلك الأراضي، فلقد بسطت الشرطة يدها على جميع نسخ القرآن الكريم وأحرقتها في الفترة من سنة (1348هـ - 1929 م) إلى (1355هـ - 1936 م)، ولقد عاون في هذا الجمعيات الإلحادية بالدعاية ضد الإسلام، واستخدمت الحكومة جميع وسائل الإعلام لتحقيق هدفها، ففي عام (1382 هـ - 1962 م) ألقيت 23 ألف محاضرة في جمهورية أوزبكستان ضد الدين، واستخدمت دور السينما والإذاعات لمحاربة الدين وتشويه صورة المسلمين الذين يذهبون للمساجد أو يصومون رمضان أو يحتفلون بالأعياد الإسلامية وأسس الشيوعيون اتحاد الملحدين منذ سنة 1342 هـ، ومنع الحجاج من الذهاب إلى بيت الله الحرام، وكان عدد الحجاج قبل السوفيات حوالي 35 ألفاً، ووصل عددهم في حكم السوفيات 15 أو 20 حاجاً، وفي سنوات كثيرة لايصل حجاج من السوفيت، ومنع السوفيات الصلاة والصوم والحج بحجة أن هذا يؤثر على اقتصاد المجتمع السوفياتي، فأصدر رجال الدين فتاوى تنسجم مع أهداف السوفيات ولا يؤثر على الاقتصاد السوفياتي، فقد أباحت للمسلم أن يجمع الصلاة مرة واحدة في اليوم، ويصوم يوماً واحداً في رمضان، وقد أصدرت السلطات أمراً بمنع ذبح الأضاحي ولو كانت ملكاً خاصاً بحجة الأضرار الاقتصادية، أما الحج فقد وضعت معوقات عديدة لعدم تمكين المسلمين من الحج.

## بوادر التغير الجديد
1. تم السماح بدخول مليون نسخة من القرآن الكريم إلى بلدان الاتحاد السوفياتي أرسلتها المملكة العربية السعودية كهدية من مشروع خادم الحرمين الشريفين الملك فهد بن عبد العزيز آل سعود.
2. تم افتتاح 55 جمعية إسلامية.
3. أعيد تسليم 19 مسجداً.
4. شهدت بعض المدن نشاطاً إسلامياً وعقدت عدة مؤتمرات إسلامية.
5. بدأ تكوين بعض الأحزاب الإسلامية مثل حزب اليقظة في موسكو وحزب النهضة في استراخان في عام 1990 م وافتتحت له فروع في مدن عديدة بلغت 200 فرعاً.

## متطلبات العمل الإسلامي في الاتحاد السوفياتي (سابقاً)
- مساعدة المجهودات الشعبية التي بدأت بتعمير وإعادة بناء المساجد والمدارس الإسلامية.
- الحاجة الماسة إلى الدعاة لتصحيح مفاهيم الدين الإسلامي في أذهان المسلمين بعد فترة طويلة من المسخ.
- الحاجة إلى المراكز الإسلامية التي تضم مجموعة من المؤسسات الإسلامية (مسجد، مدرسة، مكتبة) في عواصم الجمهوريات الإسلامية بالاتحاد السوفياتي، وهناك مشروع لإقامة 22 مركزاً إسلامياً قدم إلى اتحاد المنظمات الإسلامية في أوروبا.
- هناك حاجة ماسة إلى الكتب الإسلامية المترجمة إلى اللغات التركية ولغات القوميات الأخرى، وأيضاً باللغة الروسية.
- وضع مناهج موحدة للتعليم الإسلامي تطبق في جميع المدارس الإسلامية بالاتحاد السوفياتي السابق.
- قيام مشاريع تجارية لبيع الأكلات الإسلامية وهذا مشروعا اقتصاديا هاما يمكن أن يرصد عائده لتنشيط العمل الإسلامي في الاتحاد السوفياتي.
- محاولة حل مشكلة الحج، فعدد المسلمين الذين يصرح لهم بالحج قليل جداً.
- الحاجة إلى مطابع بالحروف العربية ويوجد مشروع سعودي خاص ببناء مطبعة في طشقند.
- مكافحة الشعوذة والدجل عند بعض الفرق.
- التركيز على توعية الشباب المسلم في الاتحاد السوفياتي.
- مراعاة تعدد اللغات بسبب تعدد القوميات.
- الحاجة إلى الثقافة الإسلامية لمحو الإلحاد ومكافحة التشويش الإعلامي الروسي.